# Hjorten (Hjorteds socken, Småland)
Hjorten är en sjö i Västerviks kommun i Småland och ingår i Botorpsströmmens huvudavrinningsområde. Sjön har en area på 2,19 kvadratkilometer och ligger 56,3 meter över havet. Sjön avvattnas av vattendraget Isnäsström (Yxeredsån). Hjorten  är reglerad och avvattnas vid Strömsfors till Mjösjön och Brukssjön för att så småningom rinna ut i Östersjön vid Skaftet.
Det bedrivs simskola i sjön.

## Delavrinningsområde

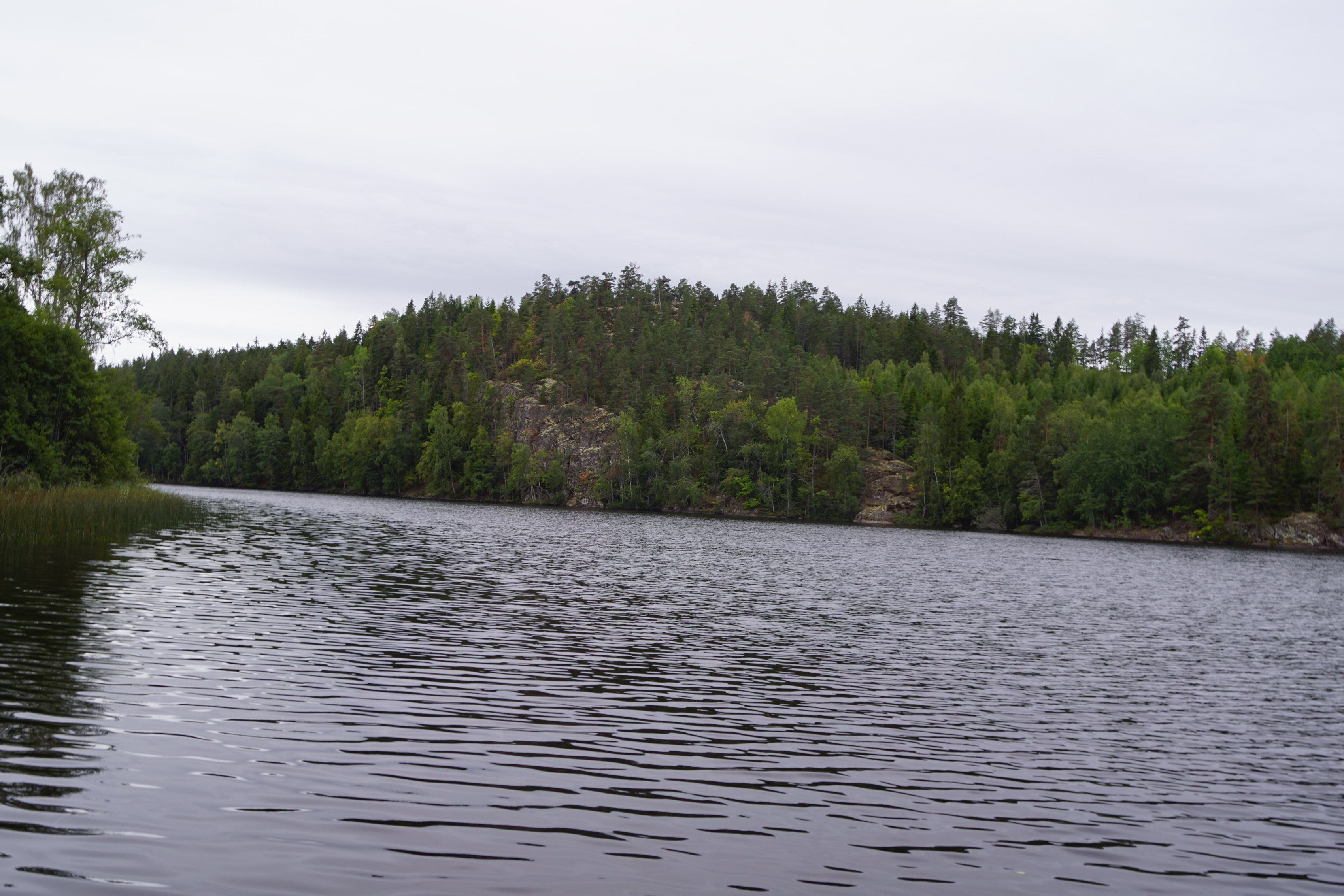

Hjorten ingår i det delavrinningsområde (638734-152871) som SMHI kallar för Utloppet av Hjorten. Medelhöjden är 71 meter över havet och ytan är 19,25 kvadratkilometer. Räknas de 16 avrinningsområdena uppströms in blir den ackumulerade arean 421,33 kvadratkilometer. Isnäsström (Yxeredsån) som avvattnar avrinningsområdet har biflödesordning 2, vilket innebär att vattnet flödar genom totalt 2 vattendrag innan det når havet efter 24 kilometer. Avrinningsområdet består mestadels av skog (63 procent) och jordbruk (11 procent). Avrinningsområdet har 2,76 kvadratkilometer vattenytor vilket ger det en sjöprocent på 14,4 procent. Bebyggelsen i området täcker en yta av 0,65 kvadratkilometer eller 3 procent av avrinningsområdet.